# Crêperies gourmandes

Logo des Crêperies gourmandes.

Crêperies gourmandes est un label de qualité créé par le Comité régional du tourisme de Bretagne et développé par la Fédération régionale des pays touristiques de Bretagne. Il est attribué depuis 2006 à des crêperies de Bretagne respectant une certaine démarche qualité, et ayant déjà le label Qualité Tourisme.

## Démarche qualité
Pour obtenir le label, les établissements doivent :
- être implantés en Bretagne ;

- ne proposent pas plus de 25 % d'autres plats que des crêpes ou de galettes (hors glaces et pâtisseries) ;
- fabriquent leurs galettes et leurs crêpes sur place, à la demande ;
- proposent des produits issus de circuits courts ;
- ouvrent leur établissement au moins huit mois par an ;
- emploient un crêpier possédant une formation spécialisée et une bonne connaissance des produits locaux et régionaux.

L'agrément Crêperies gourmandes est délivré pour une période de trois ans après un audit effectué par un organisme indépendant. La note de 85% doit être obtenue, jugée sur de nombreux critères dont la qualité de service. 